# Isaías Pérez Saldaña
Isaías Pérez Saldaña (Ayamonte, 28 de junio de 1949-Sevilla, 27 de octubre de 2021) fue un político español, exalcalde de su ciudad natal, diputado del Parlamento de Andalucía en representación del Partido Socialista Obrero Español de Andalucía y consejero de distintos gobiernos autonómicos.

## Biografía
Profesor de formación, ocupó la alcaldía de Ayamonte (Huelva) en 1991 y de nuevo en 1995. En 2008 fue nombrado presidente de Cartuja 93 y posteriormente ejerció el cargo de consejero de Asuntos Sociales durante dos legislaturas y el de consejero de Agricultura y Pesca durante el período 2004-2008.